# جواو شميت
جواو شميت (بالبرتغالية: João Schmidt‏) (19 مايو 1993 بساو باولو في البرازيل - ) هو لاعب كرة قدم برازيلي في مركز الوسط. لعب مع نادي ساو باولو ونادي فيتوريا سيتوبال.

## وصلات خارجية
- جواو شميت على موقع رابطة كرة القدم اليابانية للمحترفين (اليابانية)
- جواو شميت على موقع إي إس بي إن إف سي (الإنجليزية)
- جواو شميت على موقع قاعدة بيانات كرة القدم.إي يو (الإنجليزية)
- جواو شميت على موقع Soccerway.com (الإنجليزية)
- جواو شميت على موقع عالم كرة القدم.نت (الإنجليزية)
- جواو شميت على موقع AS.com (الإسبانية)